# جون أورموند
جون أورموند (بالإنجليزية: John Davies Wilder Ormond)‏ هو فلاح نيوزيلندي، ولد في 8 سبتمبر 1905، وتوفي في 8 مارس 1995.